# 止め石

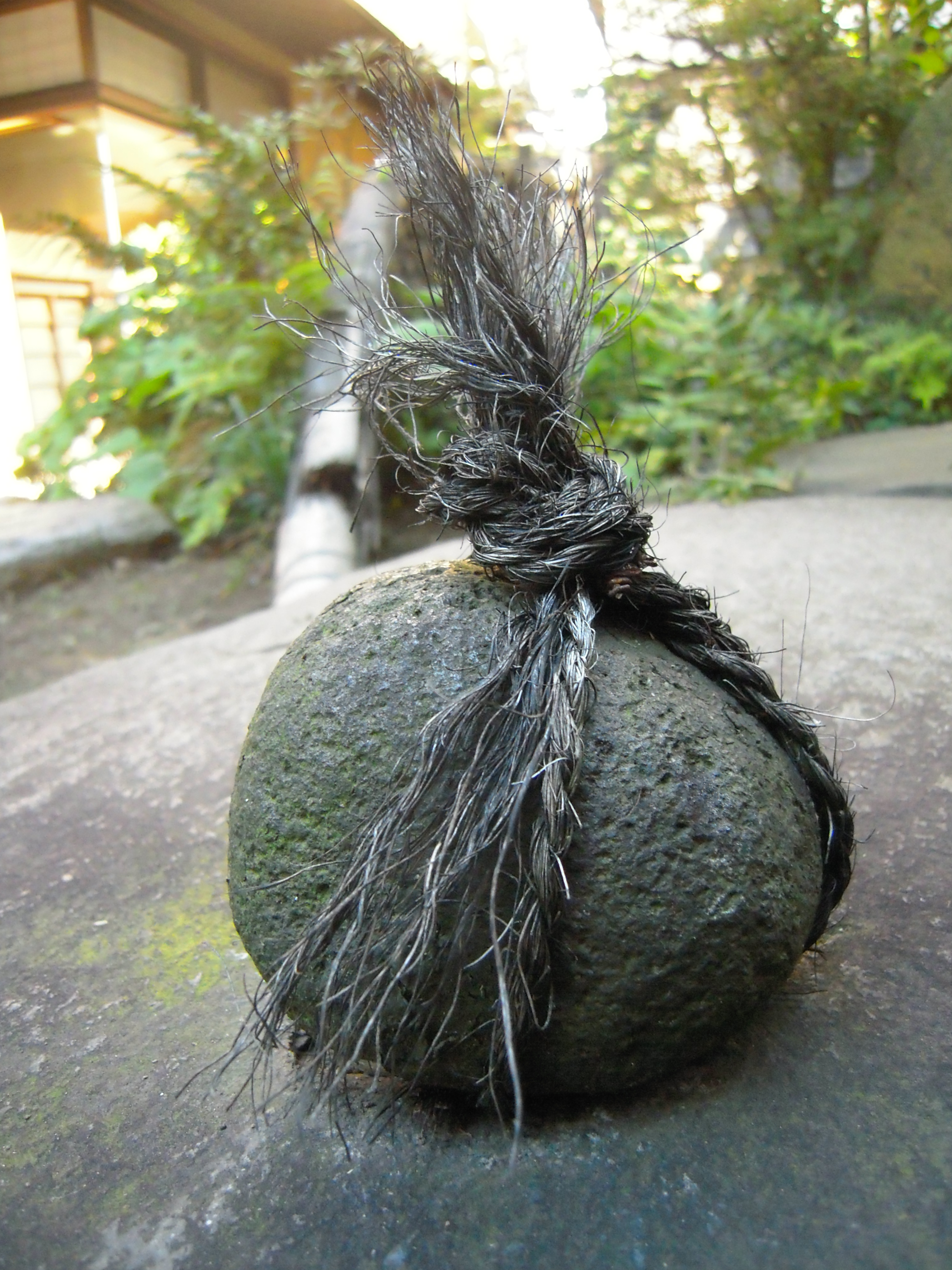
止め石

止め石（とめいし）とは、日本庭園や神社仏閣の境内において、立ち入り禁止を表示するために用いられる石。関守石（せきもりいし）や留め石、関石、極石、踏止石などとも言う。丸い石に黒い棕櫚縄を十文字に掛けたものが使用される。
使い方は、二又の分かれ道となっている一方を塞ぐことである。その先で茶会などを催している場合に茶会の妨げとならないようにする目的や、庭園改装中の際に止め石が利用される。石を置いてあるだけであり、超えて進むこともできるが、庭の持ち主がそれ以上進むことを拒んでいることであり、行き止まりを表しているため、進むことは避けなければならない。散策者を正しい散策路へ誘導する役目も果たす。
なお、駐車場に望まぬ人間が車を止めないように止め石を置くこともある。車止めのことを止め石と呼ぶこともある。